# Seducción (canción de Thalía)
«Seducción» es una canción de Thalía, publicada como el tercer sencillo de su décimo álbum de estudio El sexto sentido. La canción fue escrita por Estéfano y Julio Reyes y producida por Estéfano. Esta canción dance pop de pista de baile fue originalmente programada para ser el primer sencillo del álbum en lugar de «Amar sin ser amada».

## Videoclip
El video musical de "Seducción" fue dirigido por Jeb Brien, quien también ha dirigido más videos para la artista Thalía como "¿A quién le importa?" y "Amar sin ser amada".
En el video, Thalía puede ser observada en un club nocturno, con muchas personas vestidas de blanco y con antifaces. A lo largo del video Thalía está cantando la canción sobre una pasarela. El videoclip fue lanzado oficialmente por la web oficial de EMI Music, y más tarde por Primer Impacto en la TV. Se transmitió por primera vez en enero de 2006.

## Versiones
- «Seducción» (Álbum Versión)
- «Seducción» (Instrumental Versión)
- «Seducción» (Duranguense Versión)
- «Seducción» (Banda Duranguense Versión)
- «Seducción» (Norteña Versión)
- «Seduction» (Versión en inglés de "Seducción")

## Posiciones
| Lista (2006)                     | Mejor posición |
| -------------------------------- | -------------- |
| U.S. Billboard Hot Latin Tracks  | 32             |
| U.S. Billboard Latin Pop Airplay | 14             |
| U.S. Billboard Tropical Airplay  | 23             |